# Eloy Campos
Eloy Campos Cleque (Lima, 31 de mayo de 1942) es un exfutbolista peruano que se desempeñaba como lateral derecho. Hijo de Narciso "Mecho" Campos y María Luisa Cleque.
Es uno de los ídolos del Sporting Cristal, equipo en el que militó desde las divisiones menores y con el que consiguió cuatro títulos de la primera división del Perú. Formó parte de la selección peruana de finales de los años sesenta y fue titular del equipo peruano que participó en la Copa Mundial de Fútbol de 1970.

## Trayectoria como futbolista
Llegó al Sporting Cristal en 1956 a los trece años para formar parte de los infantiles con el Profesor Rafael Silva, en un principio jugó de delantero.
Su debut oficial ocurrió a fines de octubre de 1959 a los diecisiete años, ya que los defensores Hugo Carmona y Alberto del Solar (quien hacía de lateral derecho y capitán del equipo) andaban lesionados. Eloy destacó desde un principio por su rudeza para marcar, su velocidad y potencia de disparo.
Agarró la titularidad en 1961 haciendo línea de tres junto a Orlando de la Torre de líbero y Roberto Elías de lateral izquierdo. El momento consagratorio de su corta carrera llegó con el Campeonato Peruano de Fútbol de 1961, año en que obtuvo su primer título. En esa temporada, Cristal apostó fuerte por una defensa de jóvenes futbolistas conformada por Orlando de la Torre, Anselmo Ruíz que alternaba en la volante de marca, Roberto Elías y el «Doctor» Campos. El título de este certamen se definió en un partido extra ante el Alianza Lima y en que ganaron los celestes por 2-0. Fue considerado uno de los mejores defensas del medio peruano, esto le valió formar parte de las selecciones juveniles y mayores en los años sesenta. 
Con la instauración del Torneo Descentralizado de Fútbol en el Perú, llegaron más campeonatos en su carrera, el primero de ellos en 1968, bajo la dirección técnica del brasileño Didí. El título de ese año se disputó en una final nacional ante el Juan Aurich, de Chiclayo, en que venció Cristal por 2-1. Los siguientes años tuvieron torneos muy peleados en el fútbol peruano, y en ellos logró dos campeonatos más: en 1970 y 1972, en ambos torneos superó a su escolta Universitario de Deportes en las liguillas por el título.
El Doctor jugó también en el Cienciano, del Cusco, club en que se retiró como futbolista en 1977.
Eloy Campos es considerado uno de los ídolos del Sporting Cristal, club en el que permaneció la mayor parte de su carrera. En total, permaneció quince temporadas y media en el club (hasta abril de 1974), luego se encargaría de algunas categorías menores del cuadro bajopontino. Asimismo, los esposos Bentín Grande lo mandaron a capacitar para director técnico, como refuerzo a su preparación Eloy acudió al Mundial de Fútbol de Alemania 1974. 
Como jugador logró cuatro títulos de la primera división del Perú. En 2012 fue uno de los considerados para otorgarle su nombre a una de las tribunas del Estadio Alberto Gallardo, donde el club bajopontino juega de local. Ese mismo año, fue considerado por la FIFA como uno de los «jugadores legendarios» del club celeste.

## Selección peruana
Eloy Campos participó de la selección juvenil que clasificó para los Juegos Olímpicos de Roma 1960, participando de los tres encuentros que disputó aquel equipo olímpico.
Con la selección adulta, participó en cuarenta y seis encuentros oficiales. Su debut oficial se produjo el 10 de marzo de 1963 en la primera fecha del Campeonato Sudamericano 1963 de Bolivia, en la derrota peruana 0-1 ante la selección brasileña.
Participó con la selección peruana en 1965 en las eliminatorias al Mundial de Inglaterra 1966. Jugó el amistoso en 1967 entre Perú y Brasil en Río.
El momento cumbre de la carrera de Campos ocurrió durante las clasificatorias para México 70, en que el Perú clasificó por primera vez para un Mundial por derecho propio. El Doctor fue el defensa titular en el empate 2-2 ante Argentina que se jugó en el estadio la Bombonera y que selló la clasificación peruana. Fue convocado por Didí para el Mundial de México 70 y disputó los encuentros ante Bulgaria en fase de grupos y ante Brasil en cuartos de final. Esa selección peruana se ubicó séptima en el torneo mundial.
Sus últimas intervenciones con la Bicolor ocurrieron en la Copa Independencia de Brasil (conocido como el Mundialito), precisamente su último encuentro oficial ocurrió ante Bolivia, el 11 de junio de 1972, con el triunfo peruano por 3-0.

### Participaciones en Copas del Mundo
| Mundial                        | Sede   | Resultado        |
| ------------------------------ | ------ | ---------------- |
| Copa Mundial de Fútbol de 1970 | México | Cuartos de final |

### Participaciones en Juegos Olímpicos
| Mundial                  | Sede | Resultado    |
| ------------------------ | ---- | ------------ |
| Juegos Olímpicos de 1960 | Roma | Primera Fase |

### Participaciones en Copas América
| Copa              | Sede          | Resultado    |
| ----------------- | ------------- | ------------ |
| Copa América 1963 | Sin sede fija | Quinto Lugar |

## Trayectoria como entrenador
La primera experiencia técnica fue con el Barrio Frigorífico en 1973 donde lo ascendió a primera mientras aún jugaba en Sporting Cristal.
Campos tomó las juveniles del Sporting Cristal en julio de 1974 y la dirección técnica desde diciembre hasta finalizar el torneo Descentralizado de 1975 con mediano éxito. A fines de ese año, hizo debutar a un jugador talentoso y de talla mundial como Julio César Uribe. 
A mediados de 1976, llegó al Deportivo Junín, hasta mediados de 1977, luego asumió la dirección técnica del club Cienciano. Ese año el club cusqueño peleó el descenso que definió en un partido extra con Deportivo Municipal, en el que sorpresivamente Eloy Campos reapareció y se incluyó en el equipo y jugó como titular. El término de aquel campeonato significó el retiro definitivo del fútbol del defensa.
Fue también entrenador del Juan Aurich y José Gálvez en 1978, Atlético Torino, del Sport Boys desde fines de 1979 hasta mediados de 1980. Posteriormente entrenó al Atlético Chalaco, Deportivo Cantolao, Sport Loreto, Deportivo Enapu, Deportivo Tintaya, Unión Minas, Tejidos La Unión, entre otros.
En los noventa, fue profesor en el colegio Franklin Delano Roosevelt.
Migró a EE. UU. en 1998, regresó de visita a Lima en diciembre de 1999 y noviembre de 2022.

## Clubes

### Como futbolista
| Club             | País | Año       |
| ---------------- | ---- | --------- |
| Sporting Cristal | Perú | 1959-1974 |
| Cienciano        | Perú | 1977      |

### Como entrenador
| Club               | País | Año       |
| ------------------ | ---- | --------- |
| Barrio Frigorífico | Perú | 1973-1974 |
| Sporting Cristal   | Perú | 1975      |
| Deportivo Junín    | Perú | 1976-1977 |
| Cienciano          | Perú | 1977      |
| Juan Aurich        | Perú | 1978      |
| José Gálvez        | Perú | 1978      |
| Atlético Torino    | Perú | 1979      |
| Sport Boys         | Perú | 1979-1980 |
| Deportivo Cantolao | Perú | 1983      |
| Atlético Chalaco   | Perú | 1984      |
| Sport Loreto       | Perú | 1985      |
| Deportivo Enapu    | Perú | 1987      |
| Deportivo Tintaya  | Perú | 1988      |
| Unión Minas        | Perú | 1989      |
| Tejidos La Unión   | Perú | 1990      |

## Palmarés

### Campeonatos nacionales
| Título                    | Club             | País | Año  |
| ------------------------- | ---------------- | ---- | ---- |
| Primera división del Perú | Sporting Cristal | Perú | 1961 |
| Primera división del Perú | Sporting Cristal | Perú | 1968 |
| Primera división del Perú | Sporting Cristal | Perú | 1970 |
| Primera división del Perú | Sporting Cristal | Perú | 1972 |

### Campeonatos regionales
| Título               | Club             | País | Año  |
| -------------------- | ---------------- | ---- | ---- |
| Torneo Metropolitano | Sporting Cristal | Perú | 1972 |